# Sergeanten 1
Sergeanten 1 ou Strandvägen 35   est un édifice historique du quartier Östermalm à Stockholm en Suède,

## Description
Strandvägen 35/Sergeanten 1 a été construit en même temps que Strandvägen 37, Strandvägen 39 et Strandvägen 41 en 1890-1892 et leurs façades sont uniformes. 
Le bien est marqué en bleu par le Musée municipal de Stockholm, ce qui signifie « que le bâtiment est considéré comme ayant des valeurs culturelles et historiques particulièrement élevées ».
Les bâtiments ont le même architecte, Johan Laurentz. 
Cependant, les maîtres d'œuvre diffèrent et ceux qui ont passé commande et étaient responsables de cette maison sont Per Sundahl et Johan Brandel.
La propriété d'angle Sergeanten 1 a été achetée par la société Sundahl & Brandel, qui appartenait aux constructeurs Per Sundahl et Johan Brandel. L'entreprise est à l'origine de nombreux nouveaux bâtiments à Stockholm à la fin du XIXème siècle. Ils construisaient souvent pour spéculer, ce qui signifiait qu'ils construisaient la maison à leurs propres frais, la remplissaient de locataires, puis la vendaient pour financer le projet suivant avec le produit de la vente.

## Architecture
Le coin du bâtiment est accentué par une baie vitrée semi-circulaire de quatre étages surmontée d'une petite tour. Le reste de l'angle de la maison se détache légèrement et est couronné par un dôme surmonté d'une haute flèche.
L'entrée est somptueuse grâce à un portail sculpté flanqué de deux colonnes ainsi que des portes sculptées et des grilles en fer forgé. Au sol, du marbre à damier noir et blanc avec une bordure. Les murs sont en marbre et décorés de pilastres verts et d'arcades. Le toit est conçu comme des voûtes d'arêtes.
Chaque étage se composait de deux grands appartements, un face à Strandvägen avec six pièces et une cuisine et un appartement d'angle Strandvägen/Torstenssonsgatan avec onze pièces et deux cuisines. 
La pièce avec baie vitrée circulaire appartient à l'appartement d'angle et dispose d'un balcon semi-circulaire au dernier étage. Il n’y avait pas d’ascenseur, celui-ci n’a été installé que dans les années 1930.
Dès 1895, Sundahl & Brandel avait vendu la propriété à Brand- och lifförsäkrings AB Skåne. Aujourd'hui, la propriété appartient à la fondation artisanale de J. L. Eklund. 
L'appartement d'angle au premier étage est occupé par l'ambassade d'Egypte à Stockholm.
L'extérieur est en brique avec des garnitures en granit autour des fenêtres et des portes. 
Les balcons ont des balustrades en fer forgé. 
Un quart de la surface du toit forme une grande coupole qui s'élève dans le ciel au même angle que la tour.
La toiture est en ardoise grise mélangée à des tôles noires et grises.

## Galerie

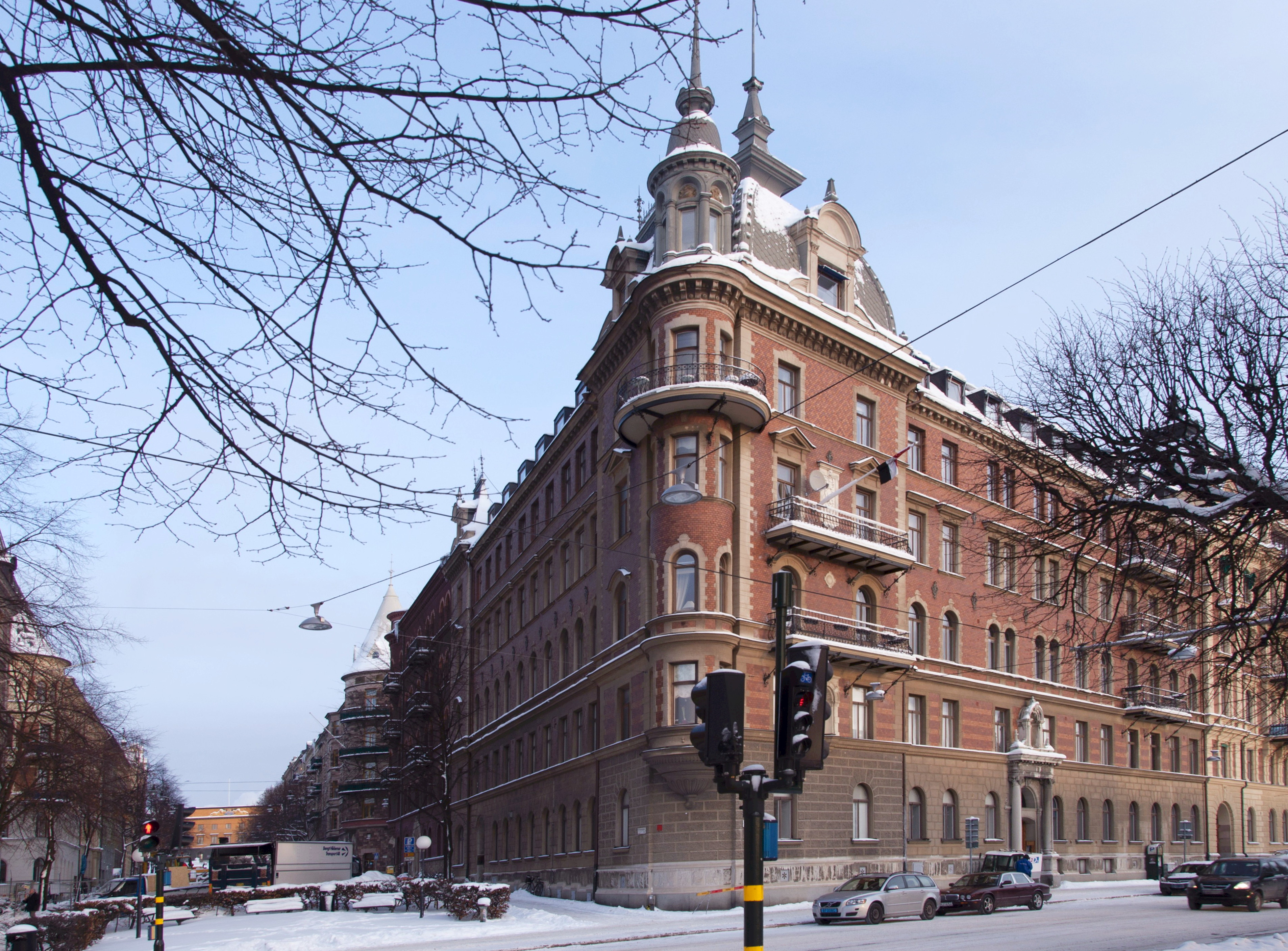
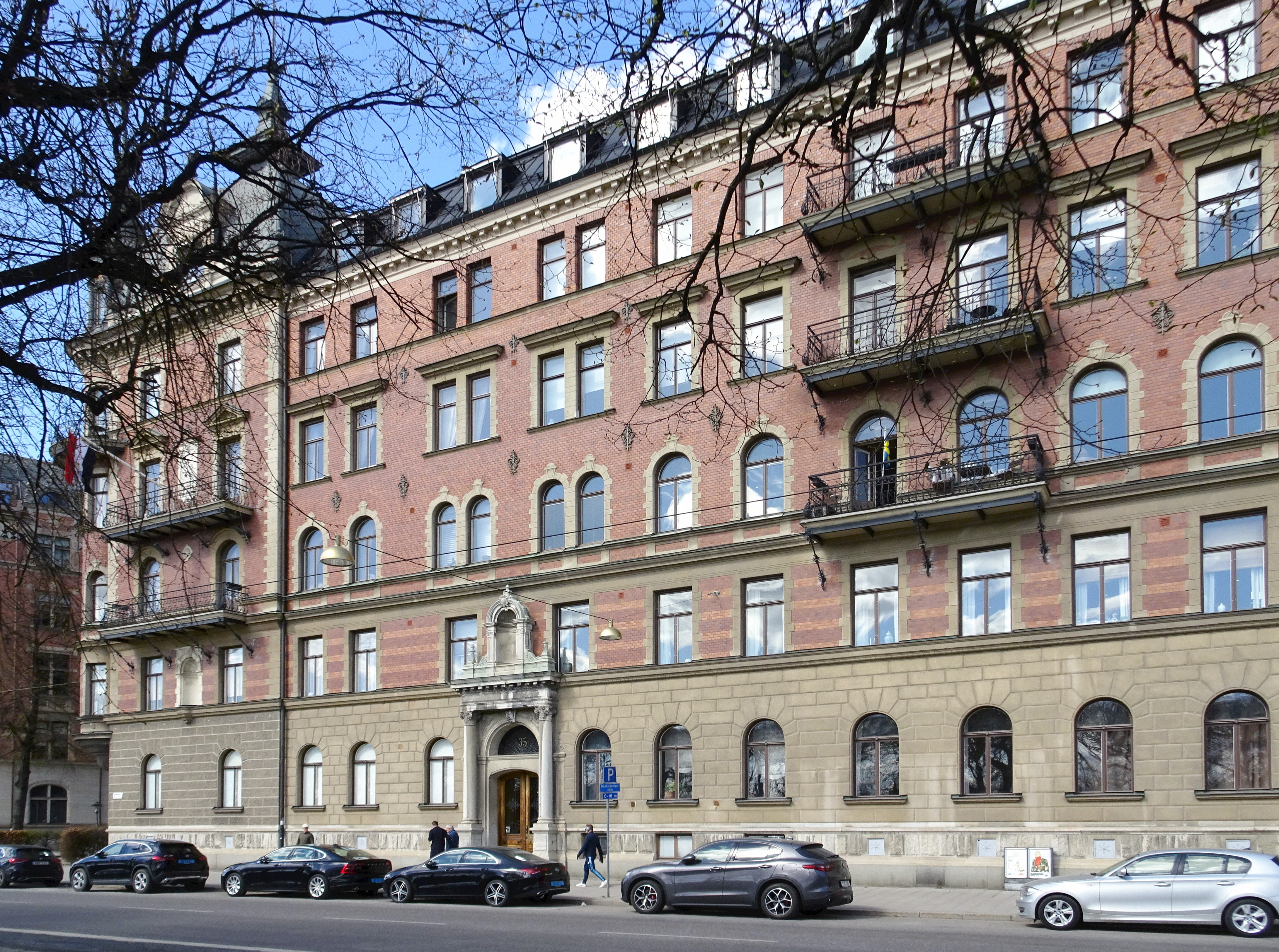
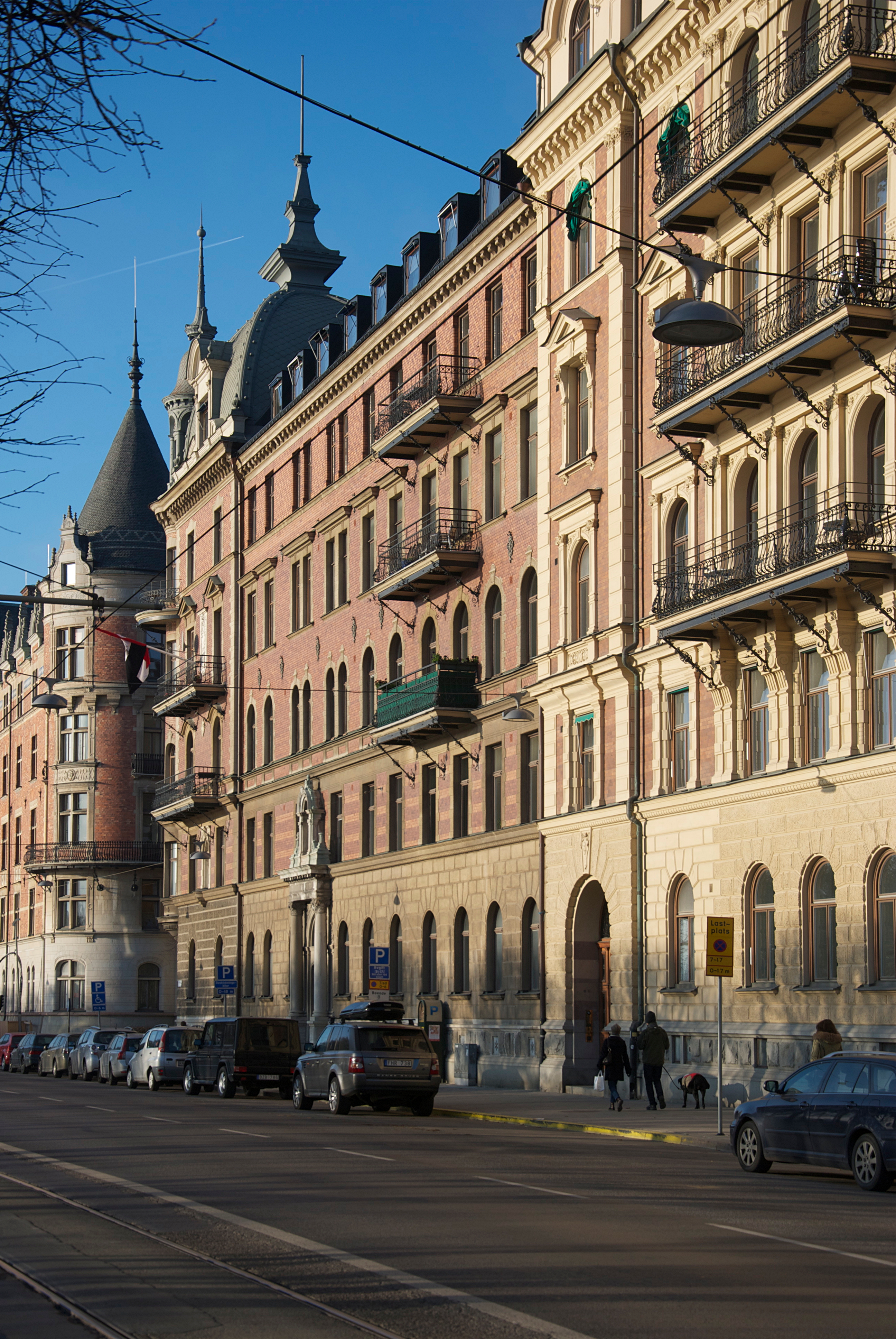
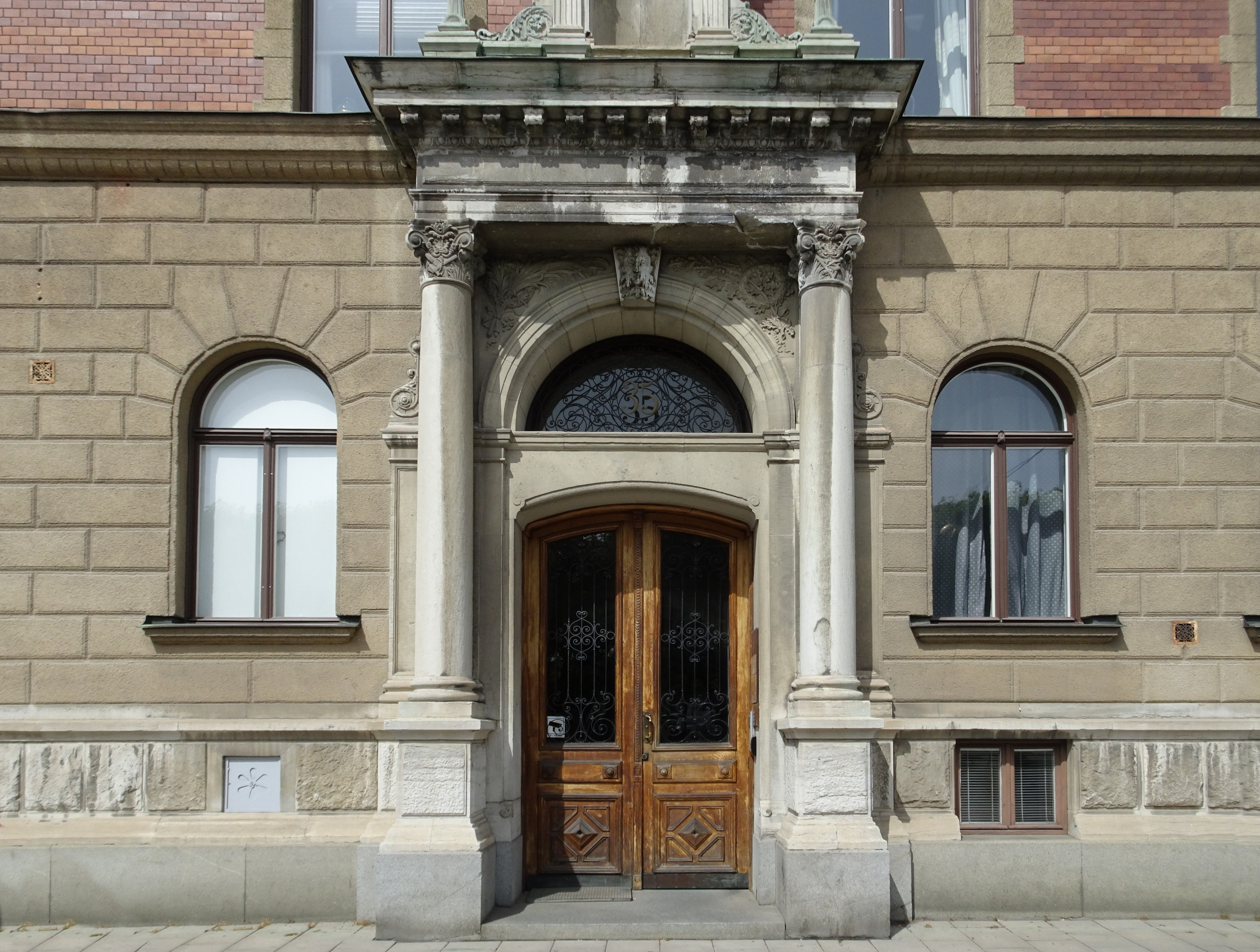
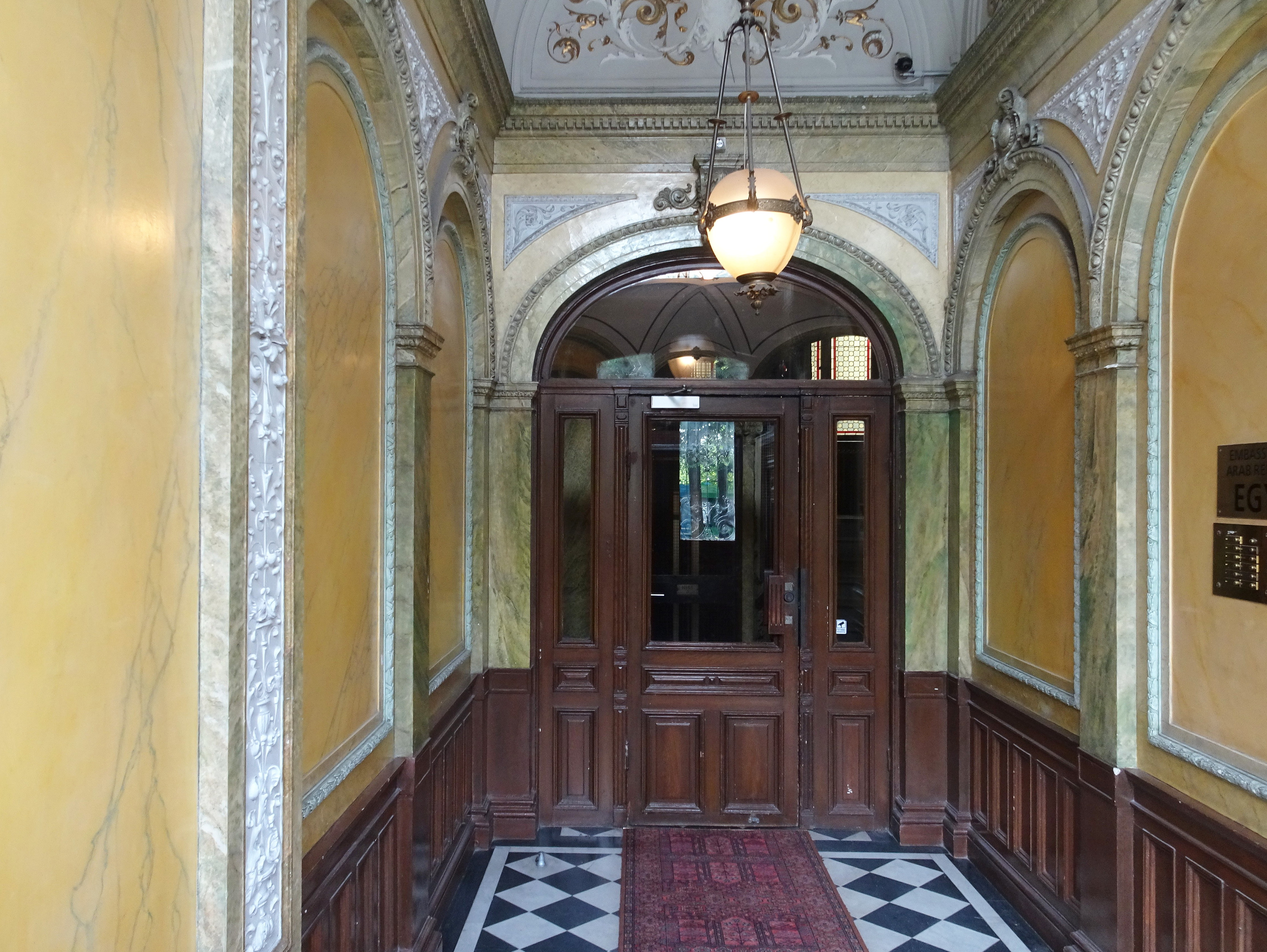